# Gregory House
Gregory House, M.D. (* 11. června 1959 nebo 15. května 1959), je fiktivní postava a protagonista amerického televizního seriálu Dr. House. Gregory House, kterého ztvárnil britský herec Hugh Laurie, je nespolečenský a samotářský lékařský génius se specializací v infekčních chorobách a nefrologii. Je vedoucím Oddělení diagnostické medicíny ve fiktivní fakultní nemocnici Princeton-Plainsboro, kde vede diagnostický tým. Postava Gregory House byla popsána jako „mizantrop,“ „cynik,“ „narcista“ a „mrzout.“
Díky svým neortodoxním diagnostickým přístupům, radikálním léčebným pohnutkám a oddanosti racionalitě se často dostal do konfliktu se svými kolegy. House je rovněž známý absencí sympatie vůči pacientům, což mu na druhou stranu dává čas vyřešit záhadu spočívající v neznámé diagnóze. Jeho postava je částečně inspirována Sherlockem Holmesem.
Část děje seriálu se zabývá Housovou závislostí na Vicodinu, analgetiku, který užívá k zvládnutí bolesti, jíž trpí od infarktu kvadricepsového svalu, jejž utrpěl před několika lety. Od té doby chodí o holi. Tato závislost je jednou z mnoha paralel s Sherlockem Holmesem, který byl závislý na kokainu.
Během celého vysílání seriálu zaznamenávala postava Gregory House pozitivní kritiky. Tom Shales z deníku The Washington Post označil House za „nejvíce elektrizující postavu, která na dlouhá léta zasáhla televizi.“ V roce 2008 byl Gregory House zvolen druhým nejvíce sexy televizním lékařem všech dob; na prvním místě se umístil Dr. Doug Ross (George Clooney) ze seriálu Pohotovost. Za ztvárnění Gregory House získal Hugh Laurie množství ocenění, včetně dvou Zlatých glóbů v kategorii nejlepší herec v seriálu (drama) a ceny Screen Actors Guild Award v kategorii nejlepší herec v dramatickém seriálu. Laurie rovněž v letech 2005, 2007, 2008 a 2009 získal nominaci na Ceny Emmy v kategorii nejlepší herec v hlavní roli dramatického seriálu.

## Biografie
Gregory House se narodil 11. června 1959 (ve stejný den jako Hugh Laurie, který jeho postavu ztvárnil) Johnu a Blythe Houseovým (hraje R. Lee Ermey a Diane Baker). House je „dítě armády“; jeho otec sloužil jako pilot americké námořní pěchoty, a tak se často celá rodina stěhovala, když otce převeleli na jinou leteckou základnu. Jedním z míst, kde byl jeho otec umístěn, byl Egypt, kde House uchvátila archeologie a hledání pokladů; díky tomuto zájmu si ponechal náčiní a chemické sloučeniny potřebné pro hledače pokladů až do své dospělosti. Dalším místem bylo Japonsko, kde se House ve čtrnácti rozhodl být doktorem poté, co byl svědkem uznání, které se dostalo doktoru z japonské společenské vrstvy burakumin, když vyřešil případ, který žádný jiný doktor nevyřešil. House miluje svou matku, ale nenávidí otce, o kterém tvrdí že má „morální kompas,“ a úmyslně se pokouší oběma rodičům vyhnout. V jedné epizodě House vypráví, že jej jednou rodiče zanechali s babičkou (s „omou“, nizozemský výraz pro babičku), která na něj aplikovala fyzické tresty. Později však přizná, že to byl jeho vlastní otec, kdo jej fyzicky týral. Kvůli tomuto týrání House nikdy nevěřil, že je John jeho biologickým otcem; ve dvanácti navíc vydedukoval, že rodinný přítel se stejným mateřským znamínkem je jeho skutečný otec. V páté sérii v epizodě „Mateřská znaménka“ House zjistí že měl pravdu, poté co nechá provést DNA test, ve kterém srovná vlastní DNA s Johnovou.

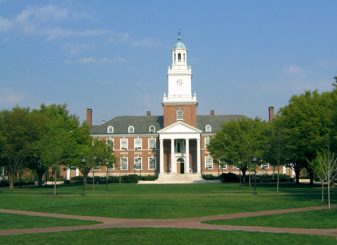
House vystudoval medicínu na Johns Hopkins University

House chodil na Northwestern University, studoval medicínu na Johns Hopkins University a měl získat Doylovo stipendium pro studium na klinice Mayo. Jednou během studia podváděl, při čemž jej chytil jeho spolustudent Philip Weber, který jej udal děkanovi, jenž House vyloučil. Po zbytek svého studia pak House chodil na University of Michigan, kde potkal svou budoucí šéfku Lisu Cuddyovou (Lisa Edelstein), s níž strávil jednu noc.
Zhruba deset let před začátkem seriálu House navázal vztah s ústavní právničkou Stacy Warner (Sela Ward), s kterou se seznámil poté co jej zasáhla při paintballovém zápasu „doktoři vs právníci.“ O pět let později utrpěl během golfu infarkt v pravé noze, který byl po tři dny chybně diagnostikován, neboť se lékaři domnívali, že pacient usiluje pouze o drogy (House nakonec stanovil diagnózu sám). Aneuryzma v jeho stehně vytvořilo sraženinu, která vedla k infarktu a způsobovala, že se část jeho kvadricepsu stala nekrotická. House nechal provést bypass mrtvého svalu kvůli obnovení cirkulace krve, čímž riskoval selhání orgánů a srdeční zástavu. Aby byl do budoucna schopen svou nohu používat, byl ochoten snášet nesnesitelné pooperační bolesti. Kvůli zvládnutí bolesti požádal o chemické navození kómatu, během kterého však Stacy, jeho zástupkyně v lékařských záležitostech, jednala proti jeho přání a souhlasila s bezpečnější operací; střední cestou mezi amputací nohy a bypassem, která spočívala v odstranění mrtvého svalu. To způsobilo částečnou ztrátu schopnosti nohy a zanechalo Housovi menší, avšak stále závažnou bolest po zbytek jeho života. House nemohl Stacy toto rozhodnutí odpustit a ta jej kvůli tomu opustila. House nyní trpí chronickou bolestí nohy a na podporu své chůze používá hůl. Na zmírnění bolesti často bere Vicodin (hydrokodein). Když se Stacy poprvé v seriálu objeví, je vdaná za středoškolského poradce Marka Warnera. I když se nakonec dají s Housem opět dohromady a během druhé série se krátce sblíží, House nakonec Stacy řekne, aby se vrátila ke svému manželovi, čímž jí ublíží.

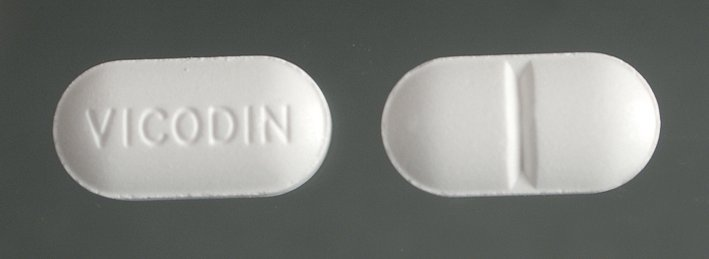
Vicodin

Na začátku třetí série se Housovi díky ketaminové léčbě dočasně vrátí jeho schopnost chodit a běhat bez hole. Chronická bolest v noze se však vrátí a House tak musí znovu používat analgetika i svou hůl. Jeho kolegové se však domnívají, že hůl i opětovné užívání opiátů jsou důsledkem psychologického stavu. Schopnost chodit normálně bez bolesti House získá znovu v páté sérii, když začne brát metadon. S tím však záhy přestane, když málem zabije pacienta tím, že jej pošle na magnetickou rezonanci, přestože ví, že nepřinese pozitivní výsledek, a to pouze proto, aby vyhověl rodičům (něco co by House normálně nikdy neudělal).
V několika posledních epizodách páté série se House potýká s halucinacemi způsobenými Vicodinem. Ve 23. epizodě 5. série se House podrobuje detoxikaci za dohledu Lisy Cuddyové, se kterou se poté vyspí. V poslední epizodě série si však uvědomí, že šlo o halucinaci; stále užívá Vicodin a Cuddyová nikdy nebyla ani v jeho bytě, ani se s ním nevyspala. Teprve tehdy si House uvědomí, že potřebuje pomoci a Cuddyová jej vezme k jeho největšímu příteli Wilsonovi, který jej odveze do psychiatrické léčebny. Pátá sezóna končí tichým rozloučením s Wilsonem ve dveřích léčebny.